# Manuel de Lasarte i Rodríguez-Cardoso
Manuel de Lasarte Rodríguez-Cardoso (Barcelona, 24 de desembre de 1830-20 de febrer de 1901). Periodista, polític, poeta i autor dramàtic. Casat amb Maria Eugènia Aran. Cunyat de Joan i Ferran Patxot i Ferrer, i oncle de Josep Maria de Lasarte i de Janer.

## Biografia

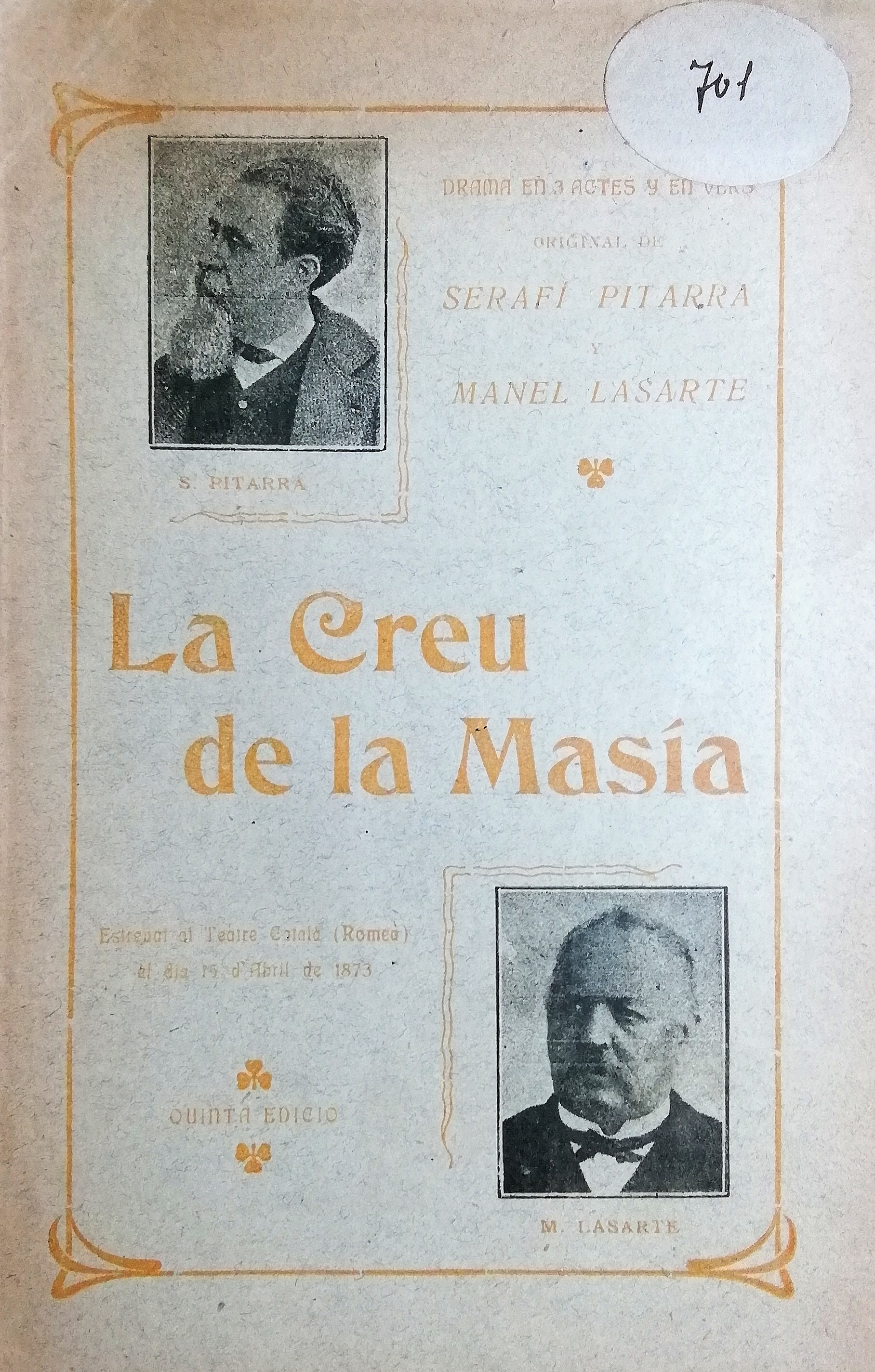
La Creu de la Masia (drama en 3 actes i en vers) escrit per Manel Lasarte i Serafí Pitarra estrenat al Teatre Català (Romea) l'any 1873. Llibre publicat a Barcelona l'any 1910 per La Escena Catalana

Manuel de Lasarte i Rodríguez-Cardoso va ser un activista cultural i polític.
Al primer àmbit, va participar en la gènesi de la premsa i del teatre modern escrits en català impulsada pel grup que es vertebrà entorn de la rebotiga de Frederic Soler. Lasarte col·laborà activament en La Renaixença, tant en la seva vessant culta com en la popular.
Obtingué un accèssit als Jocs Florals restaurats de 1859. Escriví per al teatre "La creu de la masia" (1873), en col·laboració amb Frederic Soler, i "La veu de la campana". Publicà també, a més d'algunes novel·les castellanes en fulletó, "Novela de costumbres criminales" (1885) i " Las Iras de un Padre " (1849), "El mansuetó o Las cuevas de Montserrat", "Poesies i divagacions" (1881), "Azares de la Fortuna" (1885), "La Maridada" (1888) i "Bocetos" (1893).
Col·laborà a bon nombre de publicacions, especialment a "Un tros de paper", "L'embustero" (1866), "La pubilla", "Diari Català", "El Estado Catalán", "La Campana de Gràcia", "L'almanac de La Campana", "Lo xiulet del carril" (1881) de Vilanova i la Geltrú, i la "Revista de Catalunya". El 1867 fundà el periòdic "La Rambla". Després dirigí "El Telégrafo", que va heretar del seu cunyat Ferran Patxot, i fundà i dirigí el replublicà i anticlerical "El Diluvio", així com "La impremta". Signà sovint amb el pseudònim de "Pere Pau Pi".
Com a competència de Lo noy de la mare, el 29 de juny de 1866 va aparèixer L’Embustero, setmanari de només quatre pàgines i no estava fet per Innocenci López Bernagossi sinó per Valentí Almirall i Manuel Lasarte, que van finançar-ne l’edició. El director era Carles Altadill, bohemi incorregible, i com que no es preocupava ni gaire ni mica de la publicació, després del sisè número els capitalistes tancaren la caixa. Lo noy de la mare, com a epitafi de L’Embustero va publicar la següent quarteta:
Nasqué de no sé quants pares;
Dides va tenirne dos,
Però per falta de llet
No va passar del bressol.
A l'àmbit polític, estigué plenament implicat a les lluites del període en què li pertocà viure. Inicià la seva militància política en el Partit Republicà Democràtic Federal de la capital catalana, després de la Revolució de Setembre de 1868, on va ser un dels dirigents dels federals intransigents partidaris de transformar el sistema polític i institucional espanyol, monàrquic, centralista i uniformitzador, en un de democràtic, republicà i veritablement federal.
Durant el període inicial de la Restauració, amb el restabliment de la monarquia i la consolidació del sistema centralista, el federalisme intransigent barceloní, del qual Lasarte era un dels seus dirigents, evolucionà cap al que anomenem federalcatalanisme; un projecte polític i ideològic fonamentat en l'intent de transformar Espanya en una federació asimètrica que retornés l'autogovern a Catalunya i n'acceptés la realitat diferenciada. Valentí Almirall, junt amb Manuel Lasarte i Gonçal Serraclara, fundaren el Club dels Federalistes i el periòdic «El Federalista», que esdevé el portaveu de l'entitat, agrupant els federals intransigents.
El 1881, els federalcatalanistes trencaren les seves relacions amb el PRDF dirigit per Pi i Margall, per impulsar la politització del moviment catalanista amb la creació del Centre Català, la primera associació política catalanista. Aquest projecte no reeixí per la reacció tant dels partidaris del centralisme com dels sectors regionalistes i/o catalanistes més conservadors.